# Juan Carlos Heredia (argentyński piłkarz)
Juan Carlos Heredia (ur. 27 kwietnia 1922 w Córdobie – zm. 21 kwietnia 1987) – argentyński piłkarz, grający podczas kariery na pozycji napastnika.

## Kariera klubowa
Juan Carlos Heredia piłkarską karierę rozpoczął w Rosario Central w 1940. Z Rosario spadł z pierwszej ligi w 1941, by rok później do niej powrócić. W latach 1943–1944 był zawodnikiem stołecznego San Lorenzo de Almagro. W lidze argentyńskiej rozegrał 109 spotkań, w których zdobył 10 bramek. Potem występował jeszcze w Universitario Córdoba i Talleres Córdoba.

## Kariera reprezentacyjna
W reprezentacji Argentyny Heredia występował w latach 1940-1942. W reprezentacji zadebiutował 18 lipca 1940 w przegranym 0-3 meczu w Copa Héctor Rivadavia Gómez z Urugwajem. W 1942 uczestniczył w Mistrzostwach Ameryki Południowej, na których Argentyna zajęła drugie miejsce. Na turnieju w Urugwaju wystąpił w pięciu meczach z Brazylią, Ekwadorem, Peru (bramka), Chile i Urugwajem, który był jego ostatnim meczem w reprezentacji. Ogółem w reprezentacji wystąpił w 6 meczach, w których zdobył bramkę.
| Mecze i gole w reprezentacji | Mecze i gole w reprezentacji | Mecze i gole w reprezentacji | Mecze i gole w reprezentacji | Mecze i gole w reprezentacji | Mecze i gole w reprezentacji | Mecze i gole w reprezentacji |
| #                            | Data                         | Miasto                       | Przeciwnik                   | Gol                          | Wynik                        | Rozgrywki                    |
| ---------------------------- | ---------------------------- | ---------------------------- | ---------------------------- | ---------------------------- | ---------------------------- | ---------------------------- |
| 1.                           | 18.07.1940                   | Montevideo                   | Urugwaj                      |                              | 0:3                          | Copa Héctor Rivadavia Gómez  |
| 2.                           | 17.01.1942                   | Montevideo                   | Brazylia                     |                              | 2:1                          | Copa América                 |
| 3.                           | 22.01.1942                   | Montevideo                   | Ekwador                      |                              | 12:0                         | Copa América                 |
| 4.                           | 25.01.1942                   | Montevideo                   | Peru                         | Gol                          | 3:1                          | Copa América                 |
| 5.                           | 31.01.1942                   | Montevideo                   | Chile                        |                              | 0:0                          | Copa América                 |
| 6.                           | 07.02.1942                   | Montevideo                   | Urugwaj                      |                              | 0:1                          | Copa América                 |